# All My Life (álbum)
All My Life é o sexto álbum de estúdio da banda brasileira de heavy metal Viper, lançado em 15 de junho de 2007. Foi o primeiro álbum de estúdio da banda em onze anos e o único com Ricardo Bocci como vocalista principal. O título original provisório para este álbum era Do It All Again. All My Life foi remixado e remasterizado em 2021 por André Cortada e Val Santos e apresentou faixas bônus, incluindo uma versão de "Prowler" do Iron Maiden, demos de 2005 (Pit Passarell, Felipe Machado, Yves Passarell, Guilherme Martin) e demos de 2006.

## Lista de faixas

### Lançamento original de 2007
| All My Life    |                   |                               |         |  |
| N.º            | Título            | Música                        | Duração |  |
| 1.             | "All My Life"     | Pit Passarell                 | 3:49    |  |
| 2.             | "Come On Come On" | Pit Passarell, Felipe Machado | 4:52    |  |
| 3.             | "Miles Away"      | Ricardo Bocci                 | 3:35    |  |
| 4.             | "Not That Easy"   | Pit Passarell                 | 4:23    |  |
| 5.             | "Love Is All"     | Pit Passarell                 | 7:01    |  |
| 6.             | "Cross The Line"  | Val Santos                    | 5:11    |  |
| 7.             | "Do It All Again" | Pit Passarell                 | 3:48    |  |
| 8.             | "Violet"          | Pit Passarell                 | 4:55    |  |
| 9.             | "Dreamer"         | Val Santos                    | 4:01    |  |
| 10.            | "Soldier Boy"     | Pit Passarell                 | 2:51    |  |
| 11.            | "Rising Sun"      | Ricardo Bocci                 | 5:26    |  |
| 12.            | "Miracle"         | Val Santos, Edgard Prado      | 4:32    |  |
| Duração total: | Duração total:    | Duração total:                | 54:24   |  |

### Faixas adicionais da edição remasterizada de 2021
| N.º            | Título                                       | Música         | Duração |  |
| 13.            | "Chains Of My Life"                          |                | 4:29    |  |
| 14.            | "Prowler (Demo 2005 - cover de Iron Maiden)" | Iron Maiden    | 3:57    |  |
| 15.            | "Do It All Again (Demo 2005)"                | Pit Passarell  | 3:43    |  |
| 16.            | "Not That Easy (Demo 2005)"                  | Pit Passarell  | 4:29    |  |
| 17.            | "Dreamer (Demo 2006)"                        | Val Santos     | 4:18    |  |
| 18.            | "Cross The Line (Demo 2006)"                 | Val Santos     | 5:15    |  |
| 19.            | "Chains of My Life (Demo 2006)"              |                | 5:12    |  |
| Duração total: | Duração total:                               | Duração total: | 31:23   |  |

## Créditos
Viper
- Ricardo Bocci - vocal
- Felipe Machado -  guitarra, acústica, violão e vocais de apoio
- Val Santos - guitarra
- Pit Passarell - baixo, e vocais de apoio
- Renato Graccia - bateria

Participações
- André Matos - voz em "Love Is All"[5]
- Yves Passarell - solo de guitarra em "Violet" e "Prowler" (faixa bônus)
- André Cortada - piano e teclados